# Kazuyuki Takao
Kazuyuki Takao (jap. 高尾 和行, Takao Kazuyuki; * 12. Mai 1967 in der Präfektur Saga) ist ein japanischer Beachvolleyballspieler.

## Karriere
Takao spielte seine ersten internationalen Turniere 1989 mit Kōichirō Kanno. Nach dem 14. Platz in Rio de Janeiro wurden Takao/Kanno vor heimischem Publikum in Enoshima sofort Dritte. 1990 spielten sie die gleichen Turniere und belegten den 17. und neunten Platz. Im folgenden Jahr kamen sie in Cattolica und Almería jeweils auf den 16. Rang. 1992 und 1993 gelangen ihnen in Enoshima weitere Top-Ten-Ergebnisse. Nach dem achten Platz bei den Goodwill Games 1994 in Sankt Petersburg wurden sie in Marseille und Carolina erneut Neunte.
1995 trat Takao zunächst mit wechselnden Partner an, kam aber nicht über den 25. Platz hinaus. Ab dem Open-Turnier in Lignano bildete er ein festes Duo mit Shōji Setoyama. Ihre besten Ergebnisse auf der World Tour dieses Jahres waren drei 17. Plätze. Das gleiche Ergebnis erzielten sie im folgenden Jahr in Marbella. Die anderen Open-Turniere 1996 beendeten sie jeweils auf dem 25. Rang. Außerdem qualifizierten sie sich für die Olympischen Spiele in Atlanta. Dort verloren sie ihr erstes Spiel gegen das deutsche Duo Ahmann/Hager. In der Verlierer-Runde schieden sie anschließend mit einer weiteren Niederlage gegen die Franzosen Penigaud/Jodard aus.
1999 und 2000 spielte Takao mit Satoshi Watanabe. Dabei konnte er jedoch keine vorderen Platzierungen erzielen. Bei der Weltmeisterschaft 1999 in Marseille kamen Takao/Watanabe auf den (geteilten) letzten Platz. Auf der World Tour war im ersten Jahr der 33. Rang in Espinho das beste Ergebnis, während sie im zweiten Jahr nicht über den 37. Rang in Lignano hinaus kamen. 2002 trat Takao noch zu vier Open-Turnieren mit Takashi Ogawa und erreichte dabei jeweils den 41. Platz.